# Puddalum
Puddalum, auch Puddalam oder Pöddalömm, war eine  Masseneinheit (Gewichtsmaß) für Baumwolle. Das Maß entsprach dem Zweifachen des Fünfviertel-Sihr. Das Maß fand Anwendung im Bereich von Visakhapatnam, in der britischen Präsidentschaft Madras an der Koromandelküste in Vorderindien. Die Messeinheiten werden zu den heute gebräuchlichen Einheiten wie folgt umgerechnet:
- 1 Pöddalömm = 680,385 Gramm
- 1 Pöddalömm = 2 Jäbbolömm/Yabbolum
- 1 Kändi/Candy = 20 Mahnds = 320 Pöddalömm